# Chaetoderma nitidulum
Chaetoderma nitidulum är en blötdjursart som beskrevs av Loven 1844. Chaetoderma nitidulum ingår i släktet Chaetoderma och familjen Chaetodermatidae. Arten är reproducerande i Sverige. Inga underarter finns listade i Catalogue of Life.